# Collaborator
Collaborator, auch Kollaborator, (lateinisch „Mitarbeiter“) ist die historische Bezeichnung für einen an einer Latein- oder Gelehrtenschule wirkenden Hilfslehrer oder einen Hilfsgeistlichen, später eines Lehrers am Gymnasium. Auch untergeordnete Mitarbeiter einer Universität wurden als Collaboratoren bezeichnet.

## Im Schuldienst
Typisch war der Einstieg in den Schuldienst nach dem Ende des Studiums als Collaborator, wonach man gegebenenfalls zum Subrektor usw. aufsteigen konnte.
Als Beispiel für eine typische Rangordnung der Lehrkräfte kann das Athenaeum in Bremen gelten, wo es beispielsweise im 17. Jahrhundert folgende Lehrer gab: Rektor, Konrektor, Subrektor und Collaborator. Dazu kamen Lehrer für spezielle Disziplinen wie ein Kantor für den Musikunterricht oder ein Grammaticus für den altsprachlichen Unterricht.
Die moderne Entsprechung des Collaborators im 19. Jahrhundert ist in Deutschland der Studienrat am Gymnasium.

## Im Pfarrdienst
Als „Pfarrcollaborator“ (auch „Pfarrkollaborator“ geschrieben) wurde in einigen norddeutschen Landeskirchen (Hannoversche Landeskirche, Braunschweigische evangelisch-lutherische Landeskirche, Evangelisch-Lutherische Kirche in Oldenburg) ein Pastor bezeichnet, der nach dem Zweiten Theologischen Examen einer Kirchengemeinde als Prediger und Seelsorger oder als Pfarrverweser zugeordnet war.
Als „Pfarrcollaboratur“ (auch „Pfarrkollaboratur“ geschrieben) wurde die Amtszeit eines Pfarrkollaborators bezeichnet. Sie endete mit der Wahl (oder Ernennung) zum Pfarrer in der bisherigen oder in einer anderen Gemeinde. Auch ein Sprengel, der einer Pfarrei unterstand, jedoch einen Kollaborator als eigenen Seelsorger und Prediger hatte, wurde vielerorts „Pfarrcollaboratur“ genannt oder – falls der Kollaborator dort nicht nur übergangsweise Dienst tat – „ständige Pfarrcollaboratur“.